# آخرین میمزی (فیلم)
آخرین میمزی (به انگلیسی: The Last Mimzy) نام فیلمی در ژانر سینمای علمی-تخیلی به کارگردانی رابرت شی است. فیلمنامهٔ فیلم بر اساس داستانی از ۱۹۴۳ یا نام Mimsy Were the Borogoves تنظیم شده‌است. از نکات قابل توجه فیلم، ایفای نقش برایان گرین (فیزیکدان مشهور) در فیلم، و شرکت راجر واترز (سابقاً از پینک فلوید) در ساخت موسیقی متن فیلم است.

## داستان
داستان به صورت یک فلشبک است که در آن آیندگان بشری جهت نجات ساختار آلودهٔ ژنی خود متوسل به فرستادن یک پیک به زمان‌های گذشته (سال ۲۰۰۷ در فیلم) جهت اخذ نمونه ژن غیر آلوده (و بازگرداندن نمونه ژن به زمان آینده) از یک کودک می‌کنند. پیک فرستاده شده یک ربات فوق العاده پیشرفته‌است که در جلد یک عروسک به شکل خرگوش قرار داده شده‌است.
نوح (به انگلیسی: noah) و اما (به انگلیسی: emma) دو خواهر و برادر هستند که در کنار ساحل دریا عروسک را می‌یابند و جذب خواص عجیب آن می‌گردند. اما سازمان‌های امنیتی آمریکا نیز از موضوع خبردار می‌شوند و...